# Christopher Hawkes
Charles Francis Christopher Hawkes, né le 5 juin 1905 et mort le 29 mars 1992, est un archéologue spécialisé dans la Préhistoire européenne. Il est professeur d'archéologie européenne à Université d'Oxford de 1946 à 1972.
Il fait ses études au Winchester College et New College, Oxford, où il obtient des distinctions honorifiques de première classe dans les classiques. Il commence des travaux archéologiques au British Museum et est ensuite nommé professeur d'archéologie européenne à Oxford en 1946. Il est membre du Keble College. Il reçoit la Médaille d'Or de la Société des Antiquaires en 1981.
En 1933, il épouse Jacquetta Hopkins, mais ils divorcent en 1953. Avec Jacquetta Hawkes, il est co-auteur la Prehistoric Britain (1937). Il épouse Sonia Chadwick, qui est aussi une archéologue, en 1959. Ensemble, ils éditent Greeks, Celts and Romans: studies in venture and resistance, 1973.

## Biographie

### Jeunesse
La famille paternelle de Hawkes a été maître de forge à Birmingham, exploitant The Eagle Iron Foundry. Son grand-père paternel Charles Samuel Hawkes déménage à Beckenham dans le Kent avec ses sept enfants après la mort de sa femme; il déménage ensuite en Amérique du Sud, où il se remarie[réf. incomplète]. Son père est élevé dans le Kent, avant d'étudier l'histoire au Trinity College à Cambridge de 1894 à 1897. Il se rend aux îles Canaries, où il rencontre une femme à moitié espagnole et à moitié anglaise, et ils se marient par la suite, ce qui donne naissance à Hawkes[réf. incomplète]. Ayant fait ses études à Londres, Hawkes hérite de la fascination de son père pour les sociétés passées, influencé par les paysages du sud de l'Angleterre et par ce qu'il a lu dans les œuvres de Rudyard Kipling[réf. incomplète]. Lorsque la Première Guerre mondiale éclate en août 1914, le père de Hawkes se porte volontaire pour se joindre à plusieurs amis dans la Réserve spéciale des fusiliers de Northumberland; il amène sa famille avec lui dans le comté de Northumberland, où Christopher rencontre des monuments archéologiques et historiques dans le Nord-Est, comme le mur d'Hadrien et la cathédrale de Durham. Il supervise la fouille du site des Anneaux de Buckland en 1935.

## Personnalité
Selon Brian M. Fagan (en), Hawkes est " un personnage complexe " et " un typologue passionné et extrêmement habile ".